# Frühmittelalterliche Studien
Die Frühmittelalterlichen Studien (kurz FMSt) sind eine historische Fachzeitschrift insbesondere zur Geschichte des frühen und hohen Mittelalters, die als Jahrbuch des Instituts für Frühmittelalterforschung der Universität Münster erscheint.
1967 gab Karl Hauck im Rahmen der Einrichtung des Sonderforschungsbereiches 7 „Mittelalterforschung“ an der Westfälische Wilhelms-Universität (heute Universität Münster) erstmals die Frühmittelalterlichen Studien heraus. Die Zeitschrift ist von den Herausgebern als ein Forum für eine konzeptionell erweiterte, interdisziplinäre Mediävistik konzipiert. Zahlreiche Beiträge gingen aus Vorträgen hervor, die in Münster gehalten und diskutiert wurden. Ungeachtet des Titels tangieren einige Beiträge einen Zeitraum von der Spätantike bis weit in die Neuzeit. Die Zeitschrift wird seit 2017 von Wolfram Drews und Bruno Quast herausgegeben. Zum Herausgeberbeirat gehören Gerd Althoff, Michael Grünbart, Andrew James Johnston, Hagen Keller, Martin Kintzinger, Peter Oestmann, Bruno Quast, Nikolaus Staubach und Eva Stauch sowie bis zu ihrem Tod Karl Hauck († 2007), Ruth Schmidt-Wiegand († 2014), Joachim Wollasch († 2015) und Arnold Angenendt († 2021). Das Jahrbuch erscheint im Berliner Verlag Walter de Gruyter. Mittlerweile bietet der Verlag die früheren Jahrgänge auch als elektronische Ressource an. Seit 2022 erscheint die Zeitschrift im Open Access. Publikationssprache ist zumeist Deutsch.